# 鈴木昭雄
鈴木 昭雄（すずき あきお、1933年〈昭和8年〉8月29日 - ）は、日本の航空自衛官。第20代航空幕僚長。防大1期。

## 経歴
北海道出身。1957年（昭和32年）3月、防衛大学校電気工学科卒業（第1期）、航空自衛隊入隊。
1961年 (昭和36年) 12月、ブルーインパルスのメンバーに加入。
1977年（昭和52年）1月1日、1等空佐。1978年（昭和53年）8月1日、第8航空団飛行群司令。1980年（昭和55年）8月1日、航空幕僚監部防衛部防衛課長。
1982年（昭和57年）7月1日、空将補昇任。同年8月2日、第7航空団司令兼百里基地司令。1984年（昭和59年）3月2日、航空幕僚監部防衛部長。
1986年（昭和61年）6月17日、空将昇任、北部航空方面隊司令官。1987年（昭和62年）12月11日、航空幕僚副長。
1989年（平成元年）6月30日、第24代航空総隊司令官。
1990年（平成02年）7月9日、第20代航空幕僚長。
1992年（平成04年）6月16日、退官。
2006年（平成18年）11月3日、瑞宝中綬章受章。

## 栄典
- レジオン・オブ・メリット・コマンダー - 1991年（平成3年）5月1日
- 瑞宝中綬章 - 2006年（平成18年）11月3日